# Katie Armiger
Katie Armiger, all'anagrafe Kaitlyn Michelle Armiger (Sugar Land, 23 giugno 1991), è una cantante statunitense.

## Biografia
Dopo aver pubblicato due album (Katie Armiger nel 2007 e Believe l'anno dopo), Armiger riesce a portare quattro singoli nella chart statunitense delle canzoni country (Kiss Me Now, Best Song Ever, Scream e Better in a Black Dress) e altri tre nella chart country airplay (Playing with Fire, Safe e One Night Between Friends). Nel 2010 esce Confessions of a Nice Girl, terzo album in studio prodotto per la Cold River Records che riesce a entrare nella classifica statunitense degli album country (58º) e tra gli Heatseekers (36º). Il suo quarto lavoro, Fall Into Me, fa breccia nella Billboard 200 raggiungendo la trentaduesima posizione, la settima tra i prodotti country e la sesta tra quelli indipendenti. Nel 2015 la Cold River Records annuncia che la cantante si è presa una pausa dalla sua carriera musicale.

## Discografia

### Album in studio
- 2007 - Katie Armiger
- 2008 - Believe
- 2010 - Confessions of a Nice Girl
- 2013 - Fall Into Me

### Singoli

#### Come artista principale
- 2007 – 17 in Abilene
- 2008 – Make Me Believe
- 2008 – Unseen
- 2009 – Trail of Lies
- 2009 – Gone
- 2010 – Kiss Me Now
- 2010 – Leaving Home
- 2010 – Best Song Ever
- 2011 – I Do But Do I
- 2011 – Scream
- 2012 – Better in a Black Dress
- 2013 – Playin' with Fire
- 2014 – Safe
- 2014 – One Night Between Friends

#### Come artista ospite
- 2014 – Glitter (Coco Jones feat. Katie Armiger)